# Jurella
Jurella es un género de foraminífero bentónico de la subfamilia Involutininae, de la familia Involutinidae, del suborden Involutinina y del orden Involutinida. Su especie tipo es Jurella spirillinoides. Su rango cronoestratigráfico abarca desde el Calloviense (Jurásico medio) hasta el Oxfordiense (Jurásico superior).

## Clasificación
Jurella incluye a las siguientes especies:
- Jurella spirillinoides †